# Gustavo Galíndez
Gustavo Galíndez (ca. 1957) es un deportista argentino que compitió en natación adaptada. Destacó por ser uno de los máximos medallistas paralímpicos de la historia argentina, al ganar cinco medallas (dos de oro) en Juegos Paralímpicos de Toronto 1976; Galíndez compitió en cinco eventos y en todos obtuvo medalla. Por sus logros deportivos fue reconocido en Argentina como Maestro del Deporte.

## Carrera deportiva

### Juegos Paralímpicos de Toronto 1976
El equipo de natación argentino tuvo un destacado desempeño los Juegos Paralímpicos de Toronto 1976, obteniendo 2 medallas de oro y un total de 9 medallas, que lo ubicó en la posición 13.ª del medallero de natación en los juegos. Gustavo Galíndez fue la figura del equipo, ganando las dos medallas de oro y tres de las seis restantes. Galíndez obtuvo además récord mundial en 3x25m individual medley. Los restantes nadadores del equipo fueron Luis Pérez y Raúl Langhi, completándose con la nadadora Marcella Rizzotto.
| Natación Varones 25 m mariposa 3 Participantes: 10 | Natación Varones 25 m mariposa 3 Participantes: 10 | Natación Varones 25 m mariposa 3 Participantes: 10 | Natación Varones 25 m mariposa 3 Participantes: 10 | Natación Varones 25 m mariposa 3 Participantes: 10 |
|                                                    | Atleta                                             | País                                               | Tiempo                                             |                                                    |
| -------------------------------------------------- | -------------------------------------------------- | -------------------------------------------------- | -------------------------------------------------- | -------------------------------------------------- |
| 1                                                  | Gustavo Galíndez                                   | Argentina                                          | 19.31                                              |                                                    |
| 2                                                  | Moshe Levy                                         | Israel                                             | 21.11                                              |                                                    |
| 3                                                  | Luis Pérez                                         | Argentina                                          | 21.28                                              |                                                    |
| Fuente: IPC.                                       |                                                    |                                                    |                                                    |                                                    |

| Natación Varones 3x25 m individual medley 3 Participantes: 18 | Natación Varones 3x25 m individual medley 3 Participantes: 18 | Natación Varones 3x25 m individual medley 3 Participantes: 18 | Natación Varones 3x25 m individual medley 3 Participantes: 18 | Natación Varones 3x25 m individual medley 3 Participantes: 18 |
|                                                               | Atleta                                                        | País                                                          | Tiempo                                                        |                                                               |
| ------------------------------------------------------------- | ------------------------------------------------------------- | ------------------------------------------------------------- | ------------------------------------------------------------- | ------------------------------------------------------------- |
| 1                                                             | Gustavo Galíndez                                              | Argentina                                                     | RM 1:06.21                                                    |                                                               |
| 2                                                             | B. de Five                                                    | España                                                        | 1:10.42                                                       |                                                               |
| 3                                                             | Moshe Levy                                                    | Israel                                                        | 1:13.19                                                       |                                                               |
| Fuente: IPC.                                                  |                                                               |                                                               |                                                               |                                                               |

| Natación Varones 50 m espalda 3 Participantes: 21 | Natación Varones 50 m espalda 3 Participantes: 21 | Natación Varones 50 m espalda 3 Participantes: 21 | Natación Varones 50 m espalda 3 Participantes: 21 | Natación Varones 50 m espalda 3 Participantes: 21 |
|                                                   | Atleta                                            | País                                              | Tiempo                                            |                                                   |
| ------------------------------------------------- | ------------------------------------------------- | ------------------------------------------------- | ------------------------------------------------- | ------------------------------------------------- |
| 1                                                 | Moshe Levy                                        | Israel                                            | RM 42.39                                          |                                                   |
| 2                                                 | Gustavo Galíndez                                  | Argentina                                         | 43.09                                             |                                                   |
| 3                                                 | R. Kubig                                          | Australia                                         | 45.36                                             |                                                   |
| 4                                                 | Luis Pérez                                        | Argentina                                         | 45.81                                             |                                                   |
| Fuente: IPC.                                      |                                                   |                                                   |                                                   |                                                   |

| Natación Varones 50 m libre 3 Participantes: 24 | Natación Varones 50 m libre 3 Participantes: 24 | Natación Varones 50 m libre 3 Participantes: 24 | Natación Varones 50 m libre 3 Participantes: 24 | Natación Varones 50 m libre 3 Participantes: 24 |
|                                                 | Atleta                                          | País                                            | Tiempo                                          |                                                 |
| ----------------------------------------------- | ----------------------------------------------- | ----------------------------------------------- | ----------------------------------------------- | ----------------------------------------------- |
| 1                                               | B. de Five                                      | España                                          | 37.87                                           |                                                 |
| 2                                               | Gustavo Galíndez                                | Argentina                                       | 39.03                                           |                                                 |
| 3                                               | K. Karlsson                                     | Suecia                                          | 39.93                                           |                                                 |
| Fuente: IPC.                                    |                                                 |                                                 |                                                 |                                                 |

| Natación Varones 50 m pecho 3 Participantes: 17 | Natación Varones 50 m pecho 3 Participantes: 17 | Natación Varones 50 m pecho 3 Participantes: 17 | Natación Varones 50 m pecho 3 Participantes: 17 | Natación Varones 50 m pecho 3 Participantes: 17 |
|                                                 | Atleta                                          | País                                            | Tiempo                                          |                                                 |
| ----------------------------------------------- | ----------------------------------------------- | ----------------------------------------------- | ----------------------------------------------- | ----------------------------------------------- |
| 1                                               | Wolfgang Stieg                                  | Austria                                         | RM 46.55                                        |                                                 |
| 2                                               | Miroslaw Owczarek                               | Polonia                                         | 48.40                                           |                                                 |
| 3                                               | Gustavo Galíndez                                | Argentina                                       | 48.40                                           |                                                 |
| Fuente: IPC.                                    |                                                 |                                                 |                                                 |                                                 |